# 1164
1164 (MCLXIV) var ett skottår som började en onsdag i den julianska kalendern.

## Händelser

### April
- 22 april – Guido av Crema utses till motpåve under namnet Paschalis III.

### Maj
- 28 maj – Svenskarna besegras av novgoroderna i slaget vid Ladoga.

### Augusti
- 5 augusti – Sverige blir ett eget ärkebiskopsdöme med centrum i Gamla Uppsala. Det nya ärkestiftet står dock under ärkebiskopens i Lund överinseende. Stefan från Alvastra kloster vigs till ämbetet i Sens av Lunds landsflyktige ärkebiskop Eskil i närvaro av påven Alexander III.

### Okänt datum
- I ett påvebrev omnämns den svenske kungen som kung i både "Sweorum et Gothorum".
- Munkar från Nydala grundar cisterciensklostret i Roma på Gotland. Det får namnet "Monasterium Beatae Mariae Gutnaliae" (Sankta Marias kloster Gutnalia).
- Tiondebetalning till kyrkan införs i Sverige.

## Födda
- Sverker den yngre, kung av Sverige 1196–1208.

## Avlidna
- 20 april – Viktor IV, född Ottavianio di Monticelli, motpåve sedan 1159.[1]
- Elisabeth av Schönau, tyskt helgon.

### Fotnoter
1. ↑  ”Roman Catholic Church” (på engelska). World Statesmen. http://www.worldstatesmen.org/Catholic.html. Läst 27 november 2012.